# Szum sejsmiczny
Szum sejsmiczny – niewielkie, nieregularne wahania w zapisie sejsmogramu, stanowiące jego tło. Dotyczy fali mechanicznej rozchodzącej się w Ziemi i obserwowanej przez sejsmografy (należy on również do kategorii szumów akustycznych o częstotliwościach niskich i bardzo niskich - także poniżej progu słyszalności).
Wywołane są przez:
- ruchy pływowe,
- wielkie ośrodki miejskie i przemysłowe,
- uderzenia fal morskich.